# Kościół Serca Pana Jezusa i klasztor Franciszkanek we Lwowie
Kościół Serca Pana Jezusa i klasztor Franciszkanek (cerkiew św. Jana Złotoustego) – kościół położony przy ulicy M. Łysenki 43 (ukr. Лисенка М., 43; przed 1945 – ulica Kurkowa). Obecnie jest to cerkiew pw. św. Jana Złotoustego w eparchii lwowsko-sokalskiej Kościoła Prawosławnego Ukrainy.

## Historia
W 1873 do Lwowa przybyły siostry Franciszkanki Najświętszego Sakramentu. Po otrzymaniu pozwolenia od austriackiego Ministerstwa Wyznań Religijnych i błogosławieństwa od papieża Piusa IX, osiedliły się przy ówczesnej ul. Kurkowej 41 (obecnie ul. M. Łysenki).
W latach 1877–1888 siostry wybudowały klasztor i kościół według projektu i pod kierownictwem prof. Juliana Zachariewicza. Kościół znajdował się w centrum kompleksu a po jego wschodniej i zachodniej stronie wznosiły się dwa skrzydła klasztoru. Cały zespół zbudowano w stylu neoromańskim z czerwonej i żółtej cegły i pozostawiono nietynkowany. Wnętrza były zdobione w stylu neoromańskim z dodatkiem eklektyzmu. Wolno stojący ołtarz główny zaprojektował prof. Leonard Marconi, zaś wykonała z marmuru firma Leopolda Schimsera ze Lwowa. Witraże wykonała firma Franza Mayera z Monachium.
W dniu 29 września 1889 nuncjusz papieski w Wiedniu kardynał A. Galimberti dokonał konsekracji kościoła w obecności trzech lwowskich metropolitów katolickich.
W 1906 r. w krypcie chóru zakonnego pochowano doczesne szczątki Ludwiki Nałęcz-Morawskiej, fundatorki polskiej gałęzi franciszkanek, Służebnicy Bożej Kościoła katolickiego.
Po 1945 zespół kościelno-klasztorny zamknięto. W klasztorze umieszczono oddział zakaźny szpitala klinicznego.
W 1991 nieczynny kościół został przekazany Ukraińskiemu Autokefalicznemu Kościołowi Prawosławnemu i w następnym roku wyświęcony jako cerkiew pod wezwaniem św. Jana Złotoustego. W 1993 r. cerkiew przeszła w jurysdykcję Ukraińskiego Kościoła Prawosławnego Patriarchatu Kijowskiego (ukr. Українська Православна Церква Київського Патрiархату), a w lewym skrzydle byłego klasztoru otworzono w 1990 r. prawosławne seminarium duchowne (przekształcone w 1996 r. w Lwowską Prawosławną Akademię Teologiczną). Od 2018 r. świątynia  należy do Kościoła Prawosławnego Ukrainy.